# Vyhledávač spojení

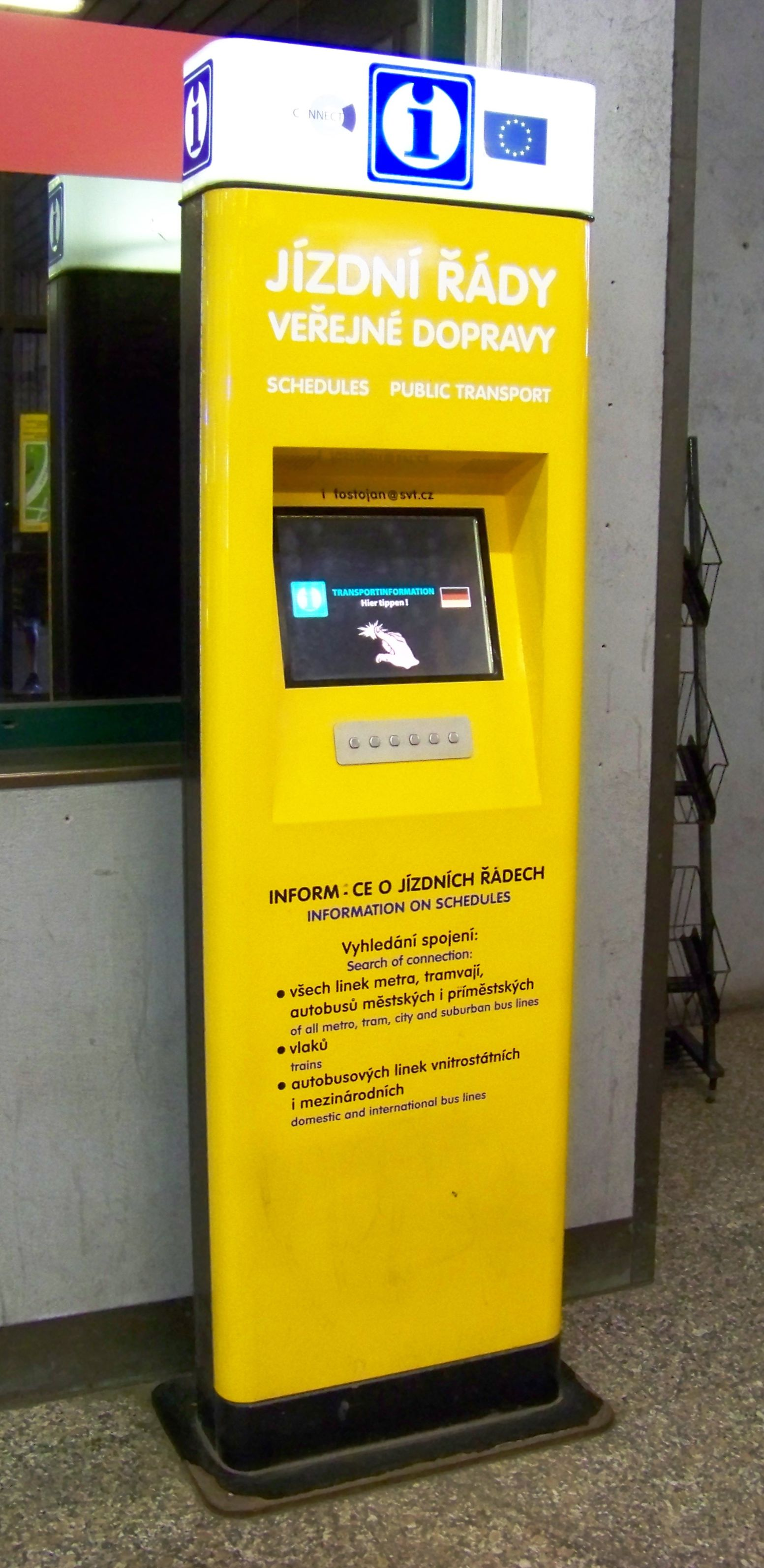
Informační stojan ČSAD SVT Praha v Praze na Roztylech, fotografováno v roce 2011

Vyhledávač spojení je typ plánovače cest, softwarový nástroj s rozhraním pro vyhledávání dopravního spojení různými druhy pravidelné veřejné hromadné dopravy, a to včetně jejich kombinací, případně i s kombinací s pěšími přesuny. 

## Historie českých vyhledávačů spojení
Dokud neexistovaly vyhledávače spojení, bylo nutno spojení hledat ručně s použitím knižních traťových a linkových jízdních řádů. Knižní jízdní řád ČSD a později ČD byl vydáván pro celý stát, ale i v oblastních verzích, podobná praxe byla ve většině evropských států. Knižní autobusové jízdní řády ČSAD (po liberalizaci autobusové dopravy pak i s částečným zahrnutím jiných dopravců) byly vydávány pro jednotlivé kraje, a ve zvláštní knize mezinárodní a dálkové linky. Jízdní řády městské hromadné dopravy systematicky publikovány nebyly buď vůbec, nebo jen lokálně a nahodile. Vyhledávat spojení v zahraničí bylo velmi komplikované a náročné. Knižní železniční jízdní řád obsahoval jako přílohu mapu celostátní i evropské železniční sítě, autobusové knižní jízdní řády ČSAD však neobsahovaly žádné mapy a osoba vyhledávající spojení tak byla odkázána jen na abecední seznam obcí a zastávek s čísly projíždějících linek a na svoje vlastní znalosti, zkušenosti a intuici. 
Mezi léty 1994–1998 byl vyvíjen ve spolupráci firem COnet Praha s.r.o. a ČSAD SVT Praha s.r.o. systém ABUS. Systém ABUS vycházel z rezervačního systému AMS BUS, vyhledával pouze mimoměstská autobusová spojení. Souběžně od roku 1997 České dráhy-DATIS (později ČD Informační systémy) spravovaly první verze vyhledávače IDOS.
K roku 1998 ministerstvo dopravy vypovědělo společnosti ČSAD ÚAN Praha Florenc a.s.smlouvu o vedení Celostátního informačního systému o jízdních řádech a od roku 1998 pověřilo jeho vedením společnost CHAPS a předalo jí správu CIS JŘ včetně softwarového produktu JRDU. V roce 1998 byl ABUS integrován do IDOS a byl provozovaný až do roku 2006 nad datovou základnou CIS JŘ. IDOS provozovaly České dráhy až do roku 2007 spolu s Chaps spol s r.o.; po roce 2007 už jen sama společnost CHAPS. Poslední verze na webu ČD-Telematika byla označena jako verze 1.55.02/1.31/2.08 (4.9.2007 9:38:23). 
Zpočátku ještě nebyl mezi veřejností rozšířen přístup na internet ani chytré mobilní telefony. Vyhledávače tak zprvu sloužily zejména pracovníkům u pokladních a informačních přepážek či na telefonických informačních linkách. Pro domácí použití existovala i offline verze s dávkovou aktualizací dat. Na několika místech se objevily i informační stojany určené k přímému využívání cestujícími, zpočátku poněkud těžkopádně ovládané pouze několika ovládacími tlačítky, později pak i s dotykovými obrazovkami, a jejich vývoj a využití pokračuje dosud. Postupně se převažujícími rozhraními staly webové stránky přístupné přes internet a dopravní, případně i mapové mobilní aplikace. 
Modifikace vyhledávacího systému od společnosti CHAPS nebo jiné vyhledávače existují též pro jednotlivé dopravce nebo dílčí dopravní systémy, například v rámci mobilních aplikací Lítačka, DÚKapka nebo Můj vlak či na webech jednotlivých dopravců. Většina z těchto vyhledávačů je modifikacemi systému IDOS. 
V roce 2012 český vyhledávač IDOS zvítězil mezi 12 obdobnými projekty v soutěži Evropské komise jako nejlepší internetový vyhledávač dopravního spojení v Evropě. V kategorii Existující plánovače cest uspěl také italský systém Trenitalia. 
Konkurenční vyhledávač Pubtran vytvořil kolem roku 2014 František Hejl, který předtím dva roky pracoval pro společnost Mafra, pro niž tvořil mobilní aplikace pro IDOS. Na podzim vytvořil i anglickou verzi Pubtran London. Na jaře 2015 od něj českou verzi koupil Seznam.cz, který ji distribuuje pod názvem Jízdní řády. Seznam.cz vyhledávač spojení integroval také do své webové a mobilní mapové služby Mapy.cz. Seznam.cz dlouhodobě soudně bojoval o použitelný přístup k datům CIS JŘ, v jejichž správě společností CHAPS se kontroverzním způsobem prolínal veřejnoprávní aspekt s komerčním.  
Dalšími českými vyhledávači jsou například CG Transit (který je jako jedna z mála aplikací schopen pracovat i v offline režimu, ale za jízdní řády uživatel musí platit roční poplatky) či MHDroid. 

### Práce s aktuální polohou dopravních prostředků
Původní vyhledávače spojení pracovaly pouze s daty jízdních řádů. Od počátku svého vývoje měly vztah k rezervačním systémům, teprve s rozvojem moderních platebních systémů však byly postupně rozšířeny i o možnost okamžitého zakoupení elektronické jízdenky. 
V návaznosti na rozvoj systémů sledování aktuální polohy spojů se postupem času zhruba od roku 2020 prosazuje i zobrazování údajů o aktuálním nebo předpokládaném zpoždění jednotlivých spojů přímo ve výstupech z vyhledávače spojení. Zatím však vyhledávače zpravidla neumějí nepravidelnosti provozu zohlednit v algoritmu vyhledávání, tj. nedokážou pro vyhledané spojení využít zpožděných nebo operativně odkloněných spojů a odfiltrovat spojení, která jsou nepoužitelná z důvodu ztráty návaznosti, zpoždění, odklonu nebo odřeknutí spoje s výjimkou vyhledávače Jízdní řády (Seznam.cz). Dynamické vyhledávání tras v závislosti na okamžité dopravní situaci zvládají silniční navigace pro automobilisty. 
Vyhledávače spojení byly také doplněny o mapová rozhraní, která umožňují vyhledat požadované zastávky, zobrazit trasu použitých spojů, polohy zastávek, přístupové a přestupní pěší trasy a podobně.

## Princip vyhledávání
Zpravidla si uživatel může v rozhraní nastavit různé parametry, například minimální dobu na přestup, maximální počet přestupů, přípustné dopravní prostředky nebo kategorie spojů, přestupní nebo průjezdní místa atd. Obvykle lze také volit mezi zadáním data a času výjezdu z výchozího místa a data a času příjezdu do cílového místa. V mobilních zařízeních zpravidla vyhledávače již dokážou zohlednit aktuální polohu zařízení a defaultně nabídnout aktuální polohu jako výchozí bod cesty. 
O konstrukci algoritmů pro vyhledávání spojení odborná média ani provozovatelé vyhledávačů širokou veřejnost příliš neinformují, nevyskytuje se ani mnoho systematických recenzí porovnávajících kvalitu vyhledávání různými vyhledávači a zabývajících se jejich podobnostmi a odlišnostmi. Zejména v přístupu k přestupním vazbám a pěším přesunům mohou být algoritmy značně odlišné. Možné přestupy mezi zastávkami různých názvů musely být zprvu v datech explicitně nadefinované, nověji jsou některé vyhledávače schopné využívat mapových vyhledávačů pěších tras.